# FC Prizreni
El Football Club Prizreni es un club de fútbol kosovar de la ciudad de Prizren. Juega en la Liga e Dytë.

## Jugadores

### Jugadores destacados
- Patrik Doçi
- Roland Duraku
- Uliks Emra
- Ilir Nallbani
- Besnik Hasi
- Kujtim Shala
- Armando Nieves